# Full Battle Dress

Full Battle Dress nennt man die Paradeuniform der schottischen Highland-Regimenter.

## Bestandteile
Zum Full Battle Dress gehört das zum Kilt getragene Doublet (eine schwere gold- oder silberbetresste Uniformjacke), das Plaid (ein um die Brust und Schulter gewickelter Umhang), sowie das Feather Bonnet, (eine aus Straußenfedern hergestellte Kopfbedeckung).
Dudelsackspieler tragen zum Full Battle Dress zusätzlich Gürteltaschen. Auch der Sgian dubh, die leichte dolchartige Stichwaffe eines Pipers, gehört wie die Spats, die Gamaschen, zur vollständigen Uniform.